# Tanzanie na Letních olympijských hrách 1980
Tanzanie se účastnila Letní olympiády 1980 v Moskvě. Zastupovalo ji 41 sportovců (36 mužů a 5 žen) ve 3 sportech.

## Medailisté
| Medaile | Jméno            | Sport    | Soutěž                      |
| ------- | ---------------- | -------- | --------------------------- |
| Stříbro | Filbert Bayi     | Atletika | Muži běh na 3000 m překážek |
| Stříbro | Suleiman Nyambui | Atletika | Muži běh na 5 000 m         |